# Escriptura de constitució d'una empresa
L'escriptura de constitució d'una empresa és un document que recull les relacions jurídiques internes de l'empresa. En l'escriptura hi figuren les principals dades necessàries d'una empresa, les normes i estatuts del tipus de societat creada i tota mena de dades que es necessiten per a tenir en regla la documentació de l'empresa. A través de l'escriptura de la constitució es pot extreure tota la informació necessària sobre les dades de la societat.